# Classe Andrea Doria (croiseur)
Pour les autres classes de navires du même nom, voir Classe Andrea Doria.
La classe Andrea Doria est une classe de deux croiseurs porte-hélicoptères de la Marine italienne à vocation de lutte antiaérienne et anti-sous-marine. Entrées en service en 1964, les unités ont été retirées en 1992 et remplacées par le porte-aéronefs Giuseppe Garibaldi.

## Historique
La quille de l’Andrea Doria (553) a été posée le 11 mai 1958 dans les chantiers navals de Riva Trigoso près de Sestri Levante par la société Italcantieri. La mise en chantier de son sister-ship le Caio Duilio (554) a suivi cinq jours plus tard à Castellammare di Stabia. Un troisième bâtiment, l'Enrico Dandolo (555), a été abandonné au profit du Vittorio Veneto. 